# Чемпионат мира по международным шашкам среди женщин 2025
Чемпионат мира по международным шашкам среди женщин 2025 года пройдёт с 27 сентября по 5 октября в Порт-оф-Спейн (Тринидад и Тобаго) с участием 20 спортсменок. Призовой фонд 20 000€.

## История
14 июня 2024 года ФМЖД опубликовала предварительный список участниц чемпионата мира 2025 года без указания времени и места проведения. 22 января 2025 года был указан срок проведения — с 27 сентября по 5 октября 2025 года. Предполагалось участие 20 спортсменок: три призёра предыдущего чемпионата мира, 6 участниц от Европы, 4 от Азии, 2 от Америки, 2 от Африки. Неизвестны были место организаторов и место спонсоров и участницы от Африки. Чемпионат Африки не проводился и вместо него 14 мая 2025 года был проведён отборочный турнир, в котором участвовали 5 шашисток Камеруна. Победитель турнира Синди Джоэль Аяна получила право играть на чемпионате мира.
От стран проведших национальные чемпионаты в 2023-2024 годах должны участвовать не более двух спортсменок от страны, исключая призёров чемпионата мира. От остальных стран будет по одной участнице.
Призёры предыдущего чемпионата мира Виктория Мотричко, Дарья Ткаченко и Елена Короткая участвовали на чемпионате Европы, заняв 1-е, 2-е и 9-е место. Их места от континента переданы другим спортсменкам.
24 апреля 2025 года на сайте ФМЖД появилась информация о месте проведения чемпионата.
29 июля были определены спортсменки на место организаторов и место спонсоров.

## Регламент
Предполагается, что турнир будет проводиться по швейцарской системе в 9 туров. Контроль времени — 90 минут на 45 ходов, далее ещё 30 минут + 30 секунд за ход, начиная с 46 хода.
Итоговое место будет определяется по сумме очков. В случае равенства очков место будет определяется по коэффициенту Солкофа. В случае, если эти критерии не позволят определить место участниц, то для определения 1-го, 2-го или 3-го места будет проведён супер-блиц (15 минут плюс 2 секунды за ход на все партии до победы одной из соперниц), а начиная с 4-го места, участницам присваивается одинаковое место.

## Предварительный список участниц
| Номер | Участница               | Страна                   | Примечания                      |
| ----- | ----------------------- | ------------------------ | ------------------------------- |
| 1     | Виктория Мотричко       | Украина                  | 1-е место на ЧМ-2023            |
| 2     | Дарья Ткаченко          | Нидерланды               | 2-е место на ЧМ-2023            |
| 3     | Елена Короткая          | Украина                  | 3-е место на ЧМ-2023            |
| 4     | Синди Джоэль Аяна       | Камерун                  | Африка                          |
| 5     | Карла Ассунсао Каласанс | Бразилия                 | 1-е место на чемпионате Америки |
| 6     | Галина Петухова         | США                      | 2-е место на чемпионате Америки |
| 7     | Мунхжин Баатархуу       | Монголия                 | 1-е место на чемпионате Азии    |
| 8     | Чжан Ю                  | Китай                    | 2-е место на чемпионате Азии    |
| 9     | Анужин Баатархуу        | Монголия                 | 3-е место на чемпионате Азии    |
| 10    | Сайя Гансухэ            | Китай                    | 4-е место на чемпионате Азии    |
| 11    | Наталья Садовская       | Польша                   | 3-е место на чемпионате Европы  |
| 12    | Марта Банковска         | Польша                   | 4-е место на чемпионате Европы  |
| 13    | Юлия Бинцаровская       | Нидерланды               | 5-е место на чемпионате Европы  |
| 14    | Юлия Макаренкова        | Украина                  | 6-е место на чемпионате Европы  |
| 15    | Лиса Схолтенс           | Нидерланды               | 7-е место на чемпионате Европы  |
| 16    | Алиса Мисане            | Латвия                   | 8-е место на чемпионате Европы  |
| 17    | Мальвина Мисане         | Латвия                   | 10-е место на чемпионате Европы |
| 18    | Цацрал Цогтгерель       | Монголия                 | Из списка резерва               |
| 19    | Елена Панчо             | Тринидад и Тобаго        | Место организаторов             |
| 20    | Кандида Хоакин          | Доминиканская Республика | Место спонсоров                 |

### Замены
| Имя               | Классифицирован как            | Замена                                            |
| ----------------- | ------------------------------ | ------------------------------------------------- |
| Юлия Бинцаровская | 5-е место на чемпионате Европы | Ольга Балтажи (12-е место на чемпионате Европы)   |
| Лиса Схолтенс     | 7-е место на чемпионате Европы | Софиа Пандольфо (13-е место на чемпионате Европы) |